# Orchowiec
Orchowiec (prononciation : [ɔrˈxɔvʲɛt͡s]) - (en Ukrainien: Орхівець, Orkhivets’) est un village polonais de la gmina de Gorzków dans le powiat de Krasnystaw de la voïvodie de Lublin dans l'est de la Pologne.
Il se situe à environ 6 kilomètres au nord-ouest de Gorzków (siège de la gmina), 17 kilomètres à l'ouest de Krasnystaw (siège du powiat) et 41 kilomètres au sud-est de Lublin (capitale de la voïvodie).

## Histoire
De 1975 à 1998, le village est attaché administrativement à la Voïvodie de Zamość.

Depuis 1999, il fait partie de la nouvelle voïvodie de Lublin.